# Iva Krajnc
Iva Krajnc Bagola, slovenska gledališka in filmska igralka, * 10. november 1978, Ljubljana.
Od leta 2001 je članica gledališkega ansambla MGL. Bila je poročena z igralcem Aljošo Ternovškom. Sedaj je poročena z oglaševalskim strokovnjakom Aljošo Bagola.

## Gledališke vloge
- Steven Sater, Duncan Sheik Pomladno prebujenje, 2009, Wendla
- Dario Fo, Vse zastonj! Vse zastonj!, 2011, Margherita
- Ödön von Horváth, Don Juan se vrne iz vojne, 2011, Subreta, Razpuščeno dekle, Natakarica, Dama iz Berna, Sestra, Starka, Ženska
- John Dempsey, Dana P. Rowe, Čarovnice iz Eastwicka 2012, Sukie Rougemont
- Žanina Mirčevska, Frankenstein, 2012, Elizabeta Lavenza – tajnica na Institutu in Viktorjeva ljubica
- Heiner Müller, Komedija z ženskami, 2012, Jenny Nägle
- Anton Tomaž Linhart, Županova Micka, bralna uprizoritev, 2013, Micka
- Nikolaj Vasiljevič Gogolj, Revizor, bralna uprizoritev, 2013, Marja Antonovna, njegova hči (županova, op.p.)
- Moliere, Tartuffe, bralna uprizoritev, 2013, Marijana, Orgonova hči
- Jera Ivanc, Prevare, 2014, Lelia Bellenzini, Virginieva hči
- Ivor Martinić, Ko je otrok bil otrok, 2015, Marion

## Filmske in televizijske vloge
- Varuh meje, 2002, Simona
- Kleščar, 2003, Samanta
- Čokoladne sanje, 2004, Mija
- Naša mala klinika, 2005, g. Mars
- Ljubljana je ljubljena, 2005, Marjana
- Reality, 2008, Svetlana
- Made in Slovenia, 2008, Sonja
- We've never been to Venice, 2008, Masha
- Prehod, 2009, Tanja
- Besa, 2009, Lea
- Zmaga ali kako je Maka Bigec zasukal kolo zgodovine, 2011
- Stanje šoka, 2011, Vera
- Božična večerja, 2012, Julija
- The Piano Room, 2013, Eva
- Štiri stvari, ki sem jih želel početi s tabo, 2015
- Stekle lisice, 2016
- Ne pozabi dihat, 2018, Alma
- Vsi proti vsem, 2018, Jožica

## Nagrade
- 2000 Severjeva nagrada za vlogo Ismene v Cidu P. Corneilla, AGRFT
- 2001 Nagrada Veljka Maričića za najboljšega mladega igralca na Mednarodnem festivalu malih odrov na Reki za vlogo Olge v Ognjenem obrazu M. von Mayenburga, MGL.
- 2002 Stopova obetavna igralka leta za vlogo Simone v filmu Varuh meje
- 2002 Nagrada za najboljšo igralko na Festivalu slovenskega filma v Portorožu za vlogo Simone v filmu Varuh meje
- 2006 Nagrada Shooting Star za obetavno mlado igralko na 56. Berlinskem filmskem festivalu za vlogo Marjane v filmu Ljubljana je ljubljena
- 2006 Žlahtna komedijantka na Dnevih komedije v Celju za vlogo Colombine v komediji Beneška dvojčka C. Goldonija, MGL
- 2008 Dnevnikova nagrada za izjemno odrsko stvaritev v sezoni 2007/2008 za vlogo Lolite v predstavi po istoimenskem romanu Vladimirja Nabokova
- 2010 Priznanje za izjemno stvaritev tujega igralca oziroma igralke v srbskem filmu na 45. festivalu Filmska srečanja za vlogo Lee v filmu Besa Fiprescijeva nagrada za najboljšo žensko vlogo na 45. festivalu Filmska srečanja za vlogo Lee v filmu Besa
- 2018 Nagrada Žlahtna Komediantka leta, na dnevih komedije v Celju.